# Balaustre

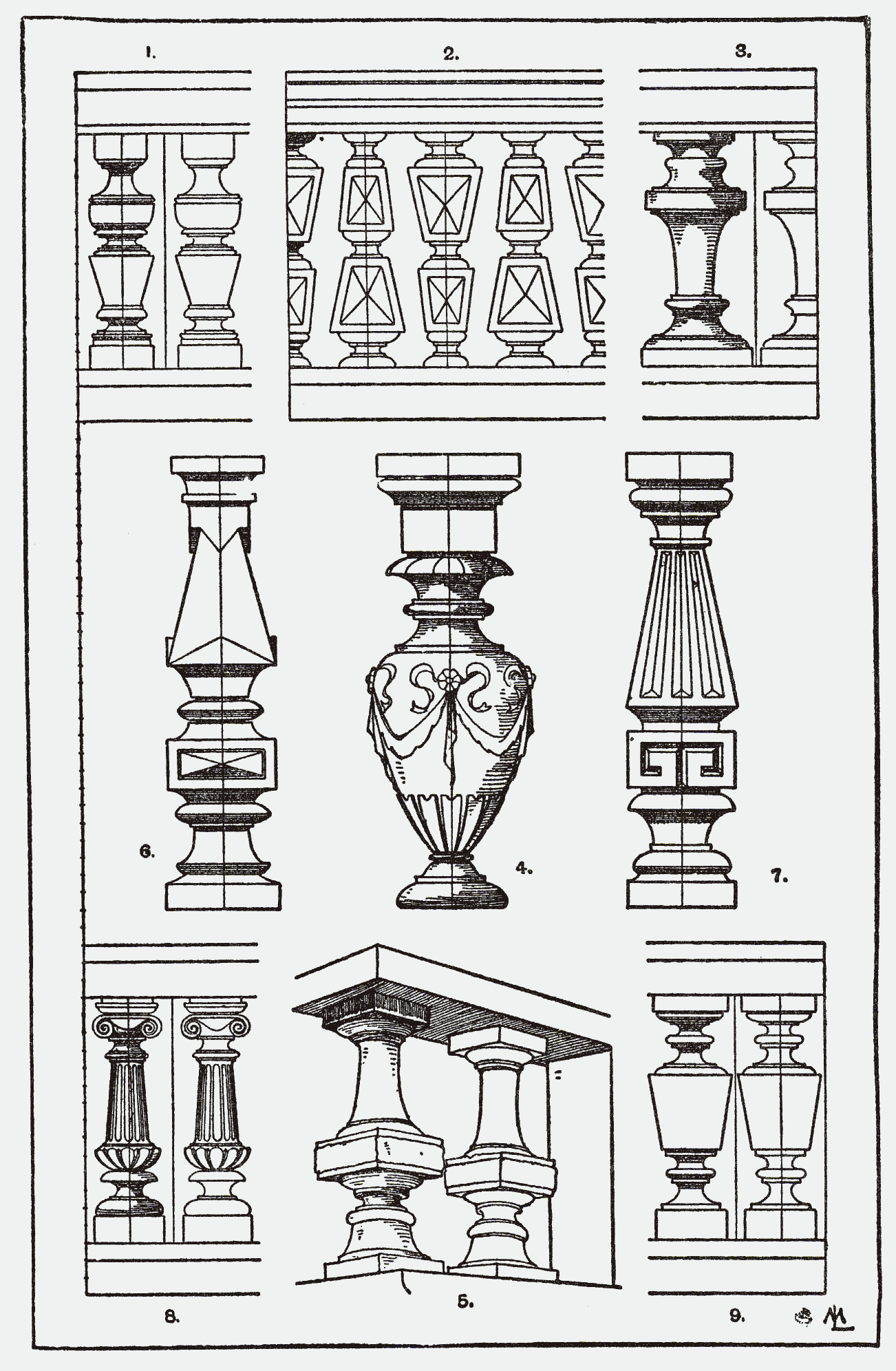
Página de balaustres de A Handbook of Ornament, Franz S. Meyer, 1898.

Un balaustre o balaústre (del griego, balaustion; latín balaustium, ‘flor de granada’) es una forma moldeada en piedra o madera, y algunas veces en metal o cerámica, que soporta el remate de un parapeto de balcones y terrazas, o barandas de escaleras. El conjunto de balaustres se denomina balaustrada.
Los ejemplos más antiguos se muestran en bajorrelieves de los palacios asirios, donde se empleaban como balaustradas de ventanas, con lo que en apariencia parecen capiteles de orden jónico. No parecen haber sido utilizados en Grecia antigua ni en el imperio romano.
Ejemplos de finales del siglo XV se encuentran en balcones de palazzi en Venecia y Verona. Estas balaustradas del quattroccento no tienen todavía precedentes identificados en la arquitectura gótica y forman columnatas como alternativa a las arcadas en miniatura.
Según Rudolf Wittkower, historiador de principios del siglo XX, no es posible atribuir su invención, pero resalta el antecedente de Giuliano da Sangallo quien las usó profusamente en las terrazas de la villa medicea de Poggio a Caiano, alrededor de 1480, las empleó en la reconstrucción de edificios antiguos, y legó el motivo a Bramante y Miguel Ángel. Con este último las balaustradas ganaron popularidad ya en el siglo XVI. Wittkower distingue dos tipos, uno de perfil simétrico con una forma bulbosa sobre otra invertida, separadas ambas partes con un anillo, y otra con forma de vasija, que fueron empleadas por primera vez, según Wittkower, por Miguel Ángel.

## Datación histórica

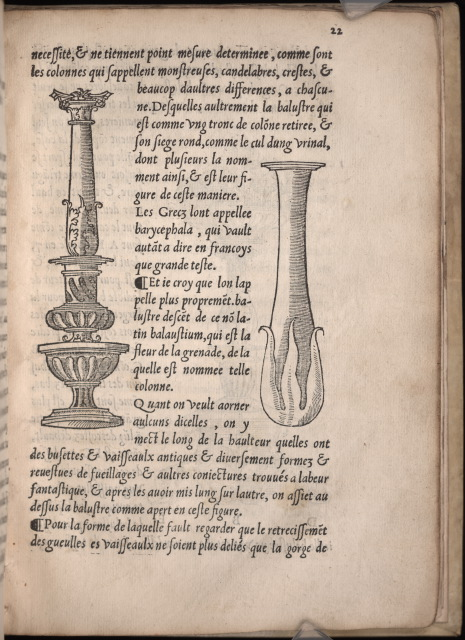
Balaustre en la obra de Diego de Sagredo en su edición en francés: Raison d'architecture antique (Medidas del Romano (1526)). París, 1542.

El arquitecto y tratadista español Diego de Sagredo publicó en Toledo (1526) su tratado Medidas del Romano que tendrá una influencia notable tanto en la arquitectura española de la época como en la europea a través de diversas traducciones de la obra. En el capítulo De la formación de las columnas llamadas monstruosas, candelabros y balaustres juega con varias combinaciones entre estos elementos arquitectónicos, llegando a trazar el camino a seguir por un estilo «nacional» para arquitectos posteriores.
El balaustre es a menudo un medio para datar mobiliario o elementos arquitectónicos antiguos. Por ejemplo, el diseño torneado de balaustres en los muebles de roble del período de Carlos II de España, es característico de principios del siglo XVII.
El término moderno «forma de balaustre» se aplica a los montantes que dividen una ventana en la arquitectura anglosajona. En el transepto sur de la abadía de San Albán, en Inglaterra, se aprecian algunos de estos montantes, que se supone pueden haber sido tomados de la vieja iglesia sajona. En la arquitectura normanda se agregaron basamentos y capiteles, además de utilizar formas cilíndricas simples para los balaustres, asemejándolos, en consecuencia, a pequeñas columnas.